# Hans Laagland
Hans Laagland (Koersel, 18 februari 1965) is een Vlaams kunstschilder gespecialiseerd in stillevens, portretten en naakten.

## Leven en werk
Hans Laagland is de zoon van schilder/dichter Ludo Laagland (Hubert Peeters) en Anny Hoflijk en groeide op in Zichem. Reeds op tienjarige leeftijd schilderde hij zijn eerste olieverfschilderij. Op 15-jarige leeftijd schilderde hij het portret van z'n moeder. In 1983 voltooide hij de Grieks-Latijnse humaniora in Diest maar besliste geen opleiding aan de kunstacademie te volgen. In 1993 exposeerde hij samen met z'n vader te Zichem naar aanleiding van diens 80e verjaardag.
Hans Laagland haalt inspiratie uit de barok en het werk van Rubens. Hij schildert op hout, leerde oud-Hollands loodwit, scheikundig vermiljoen, historische pigmenten en oliën vervaardigen om zoals z'n grote voorbeeld te kunnen schilderen, en wordt de Rubens van het Hageland genoemd. Hij kopieerde in 1994 'Boreias ontvoert Oreithuya' van Rubens (in opdracht) te Wenen. Hij zetelde dat jaar ook in de jury voor de eindwerken 'restauratie' aan het Nationaal Hoger Instituut van de Koninklijke Academie te Antwerpen. Zijn atelier opende voor het publiek. De provincie Limburg richtte een retrospectieve (1975-1995) in met 50 van zijn werken. In 1996 werd zijn werk voor het eerst buiten België tentoongesteld. De Nederlandse minister van binnenlandse zaken opende de tentoonstelling in Amsterdam die ook werken van de Zweed U.Larsson en de Nederlander Cornelis Le Mair exposeerde. Dat zelfde jaar kwam   Jambers langs in Laaglands atelier om het schilderen met naaktmodellen te filmen. 1997 werd zijn Rembrandt jaar. In zijn labo leverde hij een belangrijke bijdrage in het onderzoek naar de verven van Rembrandt en hij nam deel aan een documentaire over Rembrandt.
In 1998 verleende Hans Laagland zijn medewerking aan de film Dog of Flanders. In 1999 publiceerde hij een manifest tegen de moderne kunst : De kunstverduistering. In 2000 stelde hij 85 werken ten toon in de basiliek van Scherpenheuvel.  In 2003 verkocht hij vijf grote schilderijen aan de gerenommeerde kunsthandel gebr. Douwes Fine Arts in Amsterdam en voltooide hij zijn familie-triptiek. 2004 bracht een grote tentoonstelling in het Slot Zeist in Nederland rond de roman De 13 uren des levens van Robert Mann, 13 schilderijen voor 13 hoofdstukken, gelijktijdig geschilderd en geschreven. In 2007 kreeg Hans Laagland een opdracht van J. Morseburg in Los Angeles voor 4 grote stillevens en bloemstukken.  In 2009 bestelde Define Art uit Atlanta (Verenigde Staten) een reeks tekeningen en schilderijen. In 2010 debuteerde hij in Rusland in Sint Petersburg bij 'Slavinsky Art'. In 2015 kwam een boek uit over Hans Haagland, samengesteld door de Chinese journaliste Miao Xiaojuan : Hans Haagland, reflections on his art.
Hans Laagland richtte ook een academie op. De Laagland-Academie voor schilderkunst volgens de vormprincipes tot 1840. Hij doceert er samen met 	Svetlana Sintseva. Onder meer Martine Van de Walle studeerde er de technieken van de oude meesters.

## Werk (selectief)
- 1993 : Personages met wild en fruit geschilderd op een massief eiken paneel.(160x260cm)
- 1995 : statie-portret Abt P.M. Broekx voor de Norbertijnenabdij te Postel.
- 1996 : statie-portret  E.Vankeirsbilck, voorzitter van de Kamer van volksvertegenwoordigers (1988-89), in opdracht van het Federaal Parlement van België.
- 2001 : statie-portret Princess Sophie (Liechtenstein)
- 2002 : statie-portret Abt M. Lasters voor de Norbertijnenabdij te Postel.
- 2003 : familie-triptiek
- 2007 : staatsie-portret Abt L. Van Schaverbeeck voor de Sint-Bernardusabdij te Bornem
- 2008 : Jong en oud een dubbelportret.

## Tentoonstellingen (selectief)
- 1993 Met zijn vader te Zichem.
- 1995 Retrospectieve (1975-1995) ingericht door de provincie Limburg.
- 2007 Portretten en stillevens in eigen atelier.
- 2007 Het vrouwelijk naakt in galerij Esschius in Diest.
- 2007 Landschappen en bloemen in het begijnhof van Diest.
- 2007 Het kind in Herk-de-Stad vergelijkende tentoonstelling met werk van vader en zoon Laagland.
- 2009 David Streets opening gala (Verenigde Staten).
- 2010 Homo Sum in Sint-Petersburg, Rusland.
- 2011 Voorjaarstentoonstelling in Gallery Vivaldi (Knokke-zoute).
- 2011 Najaarstentoonstelling in eigen atelier voornamelijk stillevens.
- 2012 Expo Alden Biesen.
- 2012 Najaarstentoonstelling in eigen atelier, landschappen en naakten.
- 2012 Tentoonstelling Laagland-Academie in Galerij Esschuis, in House of Porters (Antwerpen) en in Define Art (Verenigde Staten).
- 2013 Voorjaarstentoonstellingen in eigen atelier, portretten en koppelpresentatie.
- 2013 Ter gelegenheid van het 10-jarig bestaan van Peace Tour cultural exchange Center in 'de grote hal van het volk' aan het Tiananmenplein te Peking.
- 2015 Art & Antiques fair te Hasselt.
- 2016 Art Breda.
- 2016 Art & Antiques fair te Hasselt.
- 2017 Eurantica.[8]
- 2017 Antica in Namen[9]

## Publicaties
| Jaar | Titel                                        | Uitgeverij       | ISBN          | genre        | Opmerkingen                               |
| ---- | -------------------------------------------- | ---------------- | ------------- | ------------ | ----------------------------------------- |
| 2000 | De kunstverduistering                        | Kei stichting    | 9789080464438 | kunstkritiek | als auteur                                |
| 2003 | De 13 uren des levens                        | Bruna            | 9789022986974 | roman        | illustraties bij het boek van Robert Mann |
| 2015 | Hans Laagland, expert reflections on his art | De Blauwe Tijger | 9789492161000 | kunstboek    | auteur Miao Xiaojuan                      |